# Herbert Schmidt-Walter

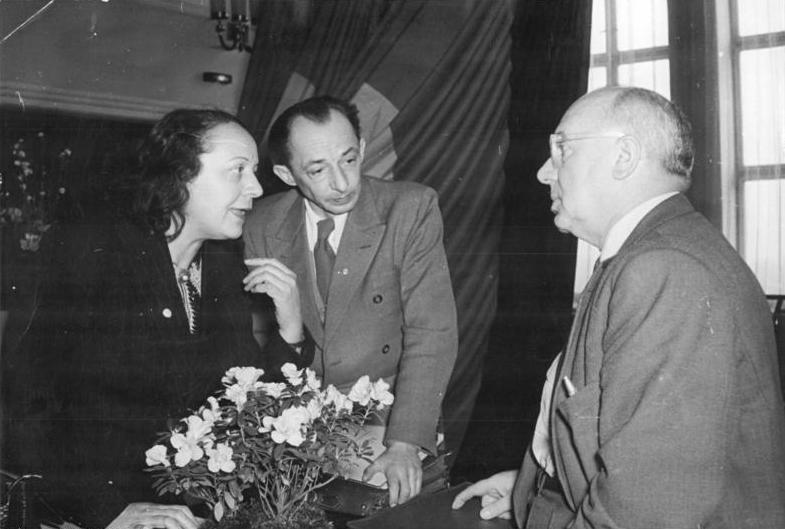
Herbert Schmidt-Walter (Mitte) mit Lea Grundig und Johannes R. Becher (VBK-Kongress 1955)

Herbert Schmidt-Walter (* 31. Mai 1904 in Ottendorf-Okrilla; † 5. Februar 1980 in Dresden) war ein deutscher Maler und Hochschullehrer.

## Leben und Werk
Schmidt-Walter studierte Kunsterziehung, Psychologie und Volkskunde in Dresden und Wien und arbeitete dann im Schuldienst. Nach der Machtübernahme durch die Nazis wurde er 1933 entlassen. Neben seiner beruflichen Tätigkeit besuchte er die Kunstakademie in Dresden, wo Max Feldbauer und zuletzt Ferdinand Dorsch seine Lehrer waren. Schmidt-Walter unternahm Studienreisen nach Paris, Dalmatien, in die Türkei und nach Italien. 1933 wurde er direkt von der Akademie weg kurzzeitig inhaftiert. Im November 1933 brach er sein Studium wegen finanzieller Schwierigkeiten ab. Schmidt-Walter arbeitete dann als Maler und besuchte 1935 Edward Munch. Er wurde zur Wehrmacht eingezogen und geriet 1943 in englische Kriegsgefangenschaft, aus der er 1946 nach Greifswald entlassen wurde. Dort war er am Aufbau des Instituts für Kunsterziehung an der Pädagogischen Fakultät der Universität Greifswald beteiligt. Zunächst war er Dozent, ab 1947 Professor. 1948 bis 1951 war er Prorektor des Instituts dann bis 1955 Direktor. Er gab mit Herbert Wegehaupt auch für bildende Künstler Fortbildungsseminare des Verbands Bildender Künstler der DDR, die u. a. von Sieghard Dittner und Helmut Maletzke besucht wurden. Ab 1955 war Schmidt-Walter Professor für Theorie und Praxis der Bildenden Kunst und der Kunstpädagogik an der Pädagogischen Hochschule Dresden und in der Abteilung Kunsterziehung der Hochschule für Bildenden Künste Dresden. Zu seinen Schülern gehörten dort u. a. Adolf Böhlich (1933–2021), Ursula Hasse, Volkmar Hammerschmidt (* 1934) und Fred Walther. Schmidt-Walter war unter anderem 1958/1959 auf der Vierten Deutschen Kunstausstellung in Dresden vertreten. Außer als Maler und Grafiker betätigte er sich auch als Komponist. Er schuf eine Reihe sorbischer Orchester – und Kammermusikwerke.

## Werke (Auswahl)
- Venedig (Tafelbild)[3]
- Knaben-Bildnis (Tafelbild)[4]
- Bodden-Boote (Tafelbild)[5]
- Am Strand (Tafelbild, Öl)[6]
- Hafen auf Mönchgut (Tafelbild, Öl; ausgestellt 1958/1959 auf der Vierten Deutschen Kunstausstellung)[7]
- Spielende Kinder (Tafelbild, Öl, um 1957; ausgestellt 1958/1959 auf der Vierten Deutschen Kunstausstellung)[8]

## Publikationen Schmidt-Walters (Auswahl)

### Lehrbriefe (Auswahl)
- Interpretation und Lesen von Bildern. Dresden, 1963
- Gestaltung und Aussage – Einblicke in die Kunstbetrachtung als Voraussetzung kunstgeschichtlichen Verstehens. Mit Heinz Quinger. Hrsg.: Zentralhaus für Kulturarbeit Leipzig 1966.

### Zeitschriftenaufsätze (Auswahl)
- Kunst existiert nie für sich allein. In: Bildende Kunst, Berlin, 1956, S. 63–67
- Vom Wesen der künstlerischen Anschauung. In Bildende Kunst, Berlin, 1958, S. 367–368

### Musikliteratur
- Jetzt gehtʹs hinaus. 10 Klavier-Stücke für Kinder (Partitur mit Zeichnungen Schmidt-Walters); Peters Verlag Leipzig (Edition Litolff), 1966